# 有機銅化合物

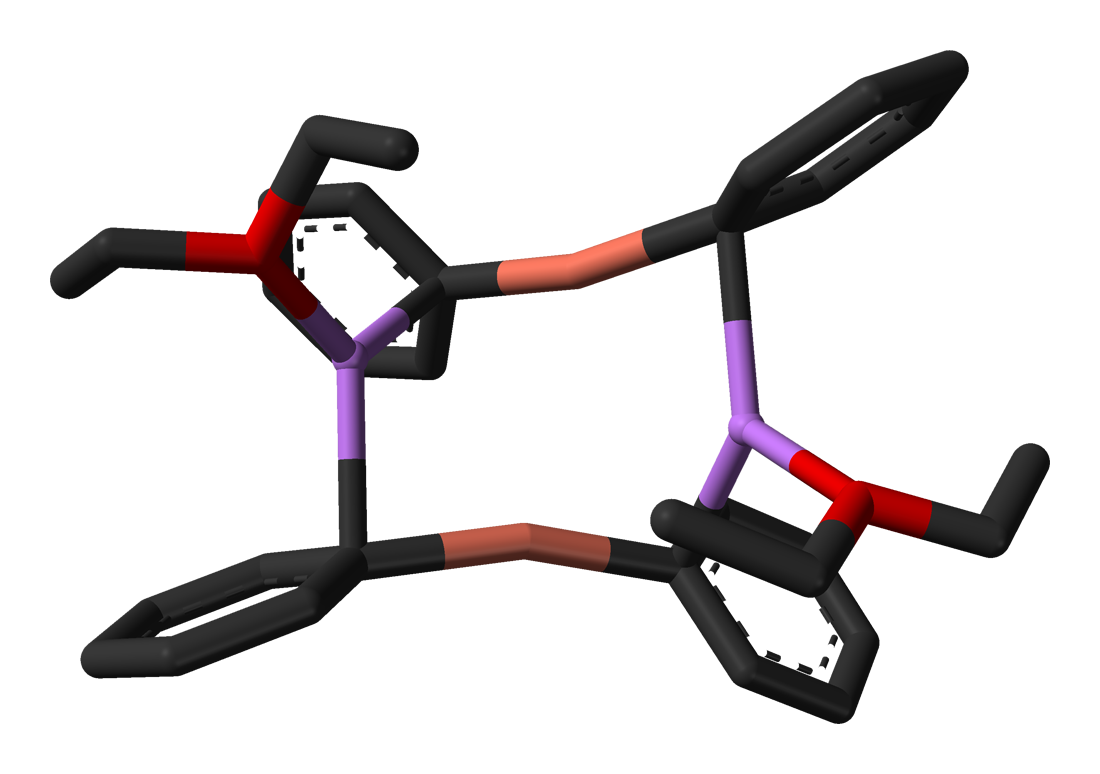
鋰二苯銅氧化物醚化物二聚體的晶體結構

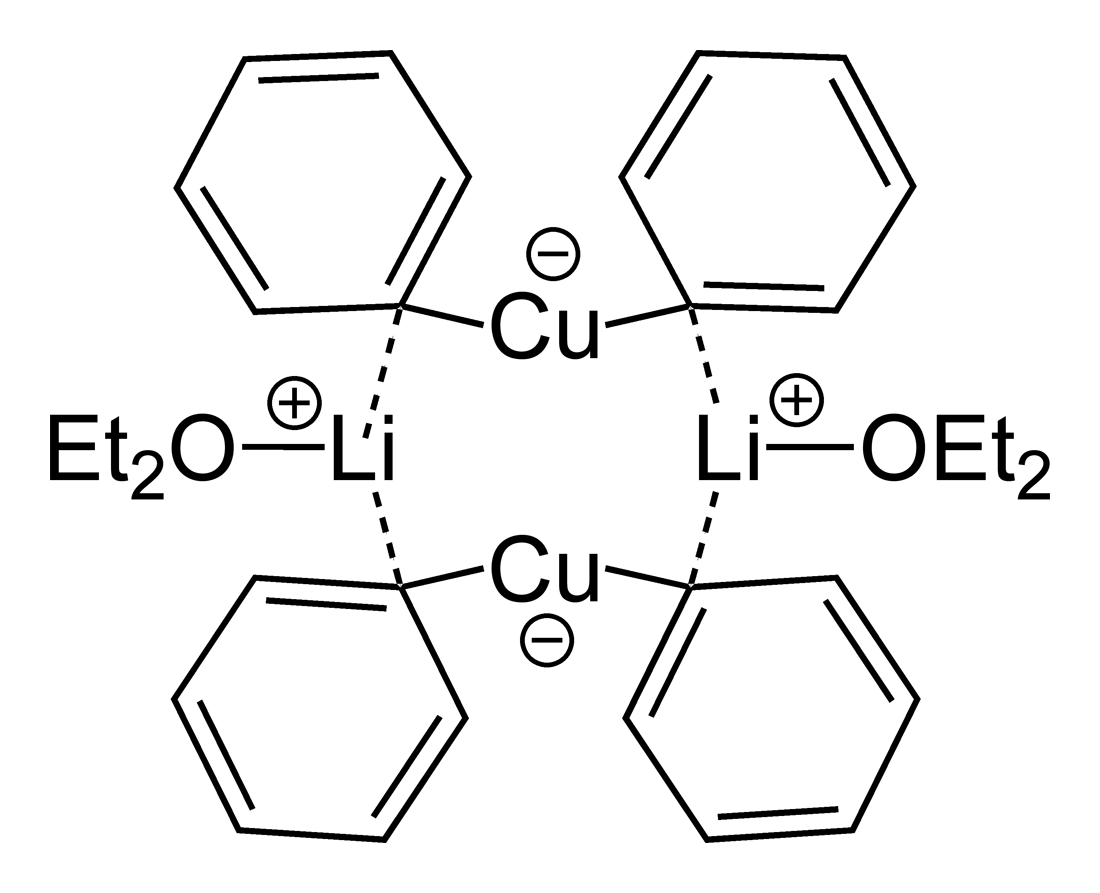
鋰二苯銅氧化物醚化物二聚體的結構式

有機金屬化學中的有機銅化合物，是指含有碳與銅鍵結的化學鍵的有机物。
有機銅化學是一門描述有機銅化合物相關的物理特性、合成以及反應的學科。 在有機化學中它們通常為反應物。

## 歷史簡介
在1859年由Rudolf Christian Böttger合成出第一個有機銅化合物，是有爆炸性的乙炔銅 Cu2C2 (Cu-C≡C-Cu)，藉由將乙炔氣體過入氯化亞銅溶液中得之。
C2H2 + 2 CuCl → Cu2C2 + 2 HCl
1936年Henry Gilman製備甲基銅。1941年時，Kharash發現在有銅(I)的反應下，格氏試劑(Grignard reagents)與環己烯酮會產生1,4-加成反應，而不是1,2-加成反應。1952年Gilman研究出第一個二甲基銅(dialkylcuprates)。1960年代，建立了烯烴和CO與銅(I)複合物。

## 化合物性質
有機銅化合物對氧和水具有很好的反應，會形成銅(I)氧化物，但對熱穩定性差。因為大多的銅氧化物是鹽，大多不溶於非極性溶液。儘管有這些困難，有機銅試劑在沒有分離的情況下，還是經常地生成和消耗。在有機化學中，有機銅試劑常與烷基化試劑一起使用，因為它們的官能基團耐受性比格里納試劑和有機鋰試劑還好。銅的電負度比第12族元素(鋅)還高，暗示著與C配體較少的親核性。
銅的氧化態通常是正一價或正二價，而中間產物的氧化態可具有正三價。一價烷基銅化合物(RCU)是聚合物，但經過有機鋰化合物(RLi)處理後會形成銅酸鹽(R2CuLi)。這些銅酸鹽有時被稱為吉爾曼試劑(Gilman reagents)。有機銅化合物也可通過絡合作用(complexation)穩定各種配體如烷基膦(R3P)、硫醚(R2S)和氰化物(CN-)。
無論是在結晶狀態還是在溶液中，皆可形成銅氧化複合物。二甲基銅鋰在乙醚中，會形成由兩個鋰原子上的甲基基團形成一個八圓環的聚體。同樣地，在固體狀態下，二甲基銅鋰也會形成二聚體醚合物[{Li(OEt2)}(CuPh2)]2。
在1972年由Lappert測定了第一個晶體結構為CuCH2SiMe3。因為三甲基矽基團提供空間保障，使得這種化合物相對較穩定。它是個四聚體，形成一個八圓環且具有交替的Cu-C鍵。除了這四個銅原子由三中心兩電子鍵做為基礎，形成平面的Cu4環。Cu-Cu鍵長相比為256pm，在銅金屬為242pm。在五氟苯酚銅中形成
的五圓環銅，類似於(2,4,6 - 三甲基苯基)金，而且五氟苯酚銅為四聚體。用一氧化碳銅會形成非典型金屬羰基。

### 三價銅離子的中間產物
有機金屬反應有許多涉及到銅，其反應機制利用三價銅離子的中間產物。例如，在還原消去過程中，Cu(III)被環原成Cu(I)。然而Cu(III)化合物在一般化學中很罕見，所以直到現在有機銅(III)的種類也很難以捉摸。2007年，在Cu(III)參與下進行的吉爾曼試劑到烯酮的共軛加成反應，得到了Cu(III)第一個光譜證據。
在一個快速注射的核磁共振實驗，溫度為-100°C時，吉爾曼試劑Me2CuLi（由碘化鋰進行穩定）被引入到環己烯酮 
(1)來進行銅的檢測 - 烯烴金屬複合物 (alkene pi complex ) 。
(2)在後續實驗中，添加三甲基氰矽烷(trimethylsilyl cyanide)會形成Cu(III)產物。
(3)在該溫度下無限期穩定的，還有將溫度提高至-80°C會有共軛加成出產物。
(4)根據在矽片實驗所述[9]，三價銅離子的中間產物擁有正方形平面的分子幾何形狀，可跟氰基基團產生順式(cis orientation)，相對於環己烯基次甲基和反平行的次甲基質子。其他配體用來進行這項研究測試室溫下穩定的Cu(III)化合物，比用氰基基團還要多。

根據在矽片實驗伴隨 
在Cu（III）的中間體與該氰基的順方向相對於所述環己基甲基和反平行的次甲基質子的正方形平面的分子幾何形狀。

## 化合物之合成
銅的鹵化物與有機鋰試劑反應形成有機銅化合物。 苯基銅(Phenylcopper)是由苯基鋰與銅（I）溴化物在乙醚中反應製備。R-Li和R-Cu的第二當量的反應給予雙有機銅鋰化合物。鹵化銅也與格氏試劑反應。pentamesitylpentacopper化合物從異亞丙基溴化鎂和銅（I）氯化物來製備。銅鹽添加至炔烴的末端，形成銅乙炔化物的coppermetallocene（η-環戊二烯基三乙基膦）。在迴流裝置，銅可透過銅（Ⅱ）氧化物與環戊二烯和三乙基戊烷反應來製備。

## 化學反應
有機銅反應被歸類在同一種反應類型。

### 取代反應
銅酸鹽R2CuLi與烷基鹵化物R'-X的取代反應可以得到R-Cu烷基銅化合物，偶聯產物的R-R'和鹵化鋰 Li-X。基於親核攻擊的反應機制，即為烷基鹵與Cu（Ⅰ）的氧化加成，之後被提升到形成一個平面Cu（III）的中間體然後被還原消除。親核攻擊是速率控制步驟。在對碘為取代機的情況下，單電子轉移機製被提出（見圖）。
很多親電子體可產生反應。反應性的順序大致為下，一開始的反應性最大，如下所示：酰氯 > >醛>甲苯磺酸鹽〜環氧化物>碘化物>溴化物>氯化物>酮>酯>腈>>烯烴

### 偶聯反應
氧化偶聯是銅乙炔化在Glaser偶聯共軛炔烴（在cyclooctadecanonaene的合成為例），或在卡斯特羅 - 斯蒂芬斯(Castro-Stephens Coupling)耦合芳基鹵化物的偶聯。
還原偶聯為芳基鹵化物的銅金屬的化學計量當量，發生在Ullmann反應的偶聯反應。在現今的交叉偶聯反應稱為脫羧偶聯，銅（Ⅰ）催化量的一個例子置換羧基形成arylcopper（ARCU）中間體。同時，將鈀催化劑的芳基溴化物轉化成的有機鈀中間體（Ar'PdBr），並在金屬轉移的聯芳基選自ArPdAr'形成
。
氧化還原中性偶聯是末端炔烴與鹵素-炔烴與銅（I）鹽中的Cadiot-Chodkiewicz偶聯。兩種有機銅化合物的熱偶聯也是可能的。

### 共軛加成反應
烯酮的共軛加成已經完成有機銅鋰。請注意，如果有使用格氏試劑（如RMgBr）時，與烯酮反應會繼續進行，而不是通過1,2 - 加成。 酸鹽向烯酮的1,4 - 加成機制透過親核性加成在Cu（I）的β-碳的烯烴形成Cu（III）的中間體，隨後通過還原消除的Cu（I）。在原始報告中描述該反應中，甲基溴化鎂與異佛爾酮的反應與不添加1莫耳百分比的銅（I）氯化物。（見圖）
不加鹽的主要產品是醇 B（42％）--由親核加成到羰基，和二烯烴C（48％）--作為脫水反應。用加了鹽的主要產品是1,4 - 加和物（82％）與一些C（7％）。
1,6 - 加成也是可能的，例如，在商業生產氟維司群的一個步驟：

### 炔烴的加成反應
炔烴的加成反應是有機銅試劑（R-Cu）與乙炔或末端炔烴的親核共軛加成，形成alkenylcopper化合物（RC≡C-Cu）。這是炔烴的加成反應的一個特例，也被稱為諾曼特反應。